# Hoher Gleirsch
Hoher Gleirsch – szczyt w paśmie Karwendel, w Alpach Wschodnich. Leży w Austrii, w kraju związkowym Tyrol, przy granicy z Niemcami. Szczyt można zdobyć z Scharnitz.
Pierwszego wejścia dokonali L. Pfaundler, R. v. Hörmann, H. v. Enzensperg i J. v. Trentinaglia w 1859 r.